# Komisarz (film)
Komisarz (ros. Комиссар) – radziecki dramat wojenny z 1967 roku w reż. Aleksandra Askoldowa na podstawie opowiadania Wasilija Grossmana pt. W mieście Berdyczowie.

## Opis fabuły
Wojna domowa w Rosji. Pułkowa komisarz Wawiłowa jest zagorzałą rewolucjonistką, stanowczością i energią działania przewyższającym niejednego żołnierza w swoim pułku. Zachodzi jednak w ciążę. Ojcem dziecka jest inny komisarz, który ginie podczas jednego z ataków. Gdy ciąża jest już zaawansowana i Wawiłowa nie może już dłużej pozostać na froncie, przełożeni umieszczają ją w rodzinie Żyda Magazannika w Berdyczowie. Człowiek ten, blacharz z zawodu, wraz ze swoją żoną szwaczką, matką i kilkorgiem małych dzieci żyje biednie, jednak nigdy nie traci pogody ducha. Pomimo że ciężko pracuje od świtu do nocy, a wokół szaleje wojna, znajduje czas na taniec lub snucie filozoficznych rozważań, takich jak np. czy w Berdyczowie będą kiedykolwiek jeździły tramwaje (ostatecznie dochodzi do wniosku, że jednak nie, ponieważ nie będą miały kogo wozić, bo zanim je wprowadzą ludzie pozabijają się nawzajem). Rodzina przygarnia Wawiłową i otacza troską, a wkrótce na świat przychodzi dziecko – synek. W tym samym czasie o miasteczko ponownie wybuchają walki z białymi. Rodzina Magazannika wraz z Wawiłową zmuszona jest parę dni spędzić w piwnicy. Kiedy w końcu miasto ponownie wpada ręce czerwonych, Wawiłowa zrzuca sukienkę uszytą przez żonę Magazannika, wdziewa mundur i bez wahania podąża za maszerującymi bolszewikami, pozostawiając synka rodzinie Magazanników.

## Główne role
- Nonna Mordiukowa – Wawiłowa
- Rołan Bykow – Jefim Magazannik
- Raisa Niedaszkowska – Maria Magazannik
- Ludmiła Wołyńska – matka Magazannika
- Wasilij Szukszyn – Kozyriew, przełożony Wawiłowej

i inni.

## Radziecki półkownik
Film przez ponad 20 lat był radzieckim półkownikiem. W 1967 roku, kiedy ukończono zdjęcia, wybuchła wojna sześciodniowa, w której Związek Radziecki poparł państwa arabskie. Partia rozpętała propagandową nagonkę na Izrael i w kraju pojawiła się kolejna fala antysemityzmu państwowego. Decydenci z Państwowego Komitetu Kinematografii uznali, że film przedstawia w zbyt pozytywnym świetle Żydów, na co wobec zaostrzenia oficjalnego kursu przeciwko Izraelowi nie może być miejsca. Młodemu reżyserowi (dla którego film był pracą dyplomową) zaproponowano przerobienie filmu, tym razem z rodziną tatarską zamiast żydowskiej. Gdy ten odmówił, nakazano zniszczenie wszystkich kopii, a sam twórca został zwolniony ze studia filmowego z „wilczym biletem”, wyrzucony z partii, postawiony przed sądem za defraudację państwowych środków (za to, że za państwowe pieniądze zrobił tak „szkodliwy” film), na długie lata został pozbawiony możliwości kręcenia filmów (nigdy więcej już żadnego nie zrobił) oraz wykonywania zawodu.
Ocalała jednak jedna kopia filmu którą ukrył i przechował inny radziecki reżyser Siergiej Gierasimow, który najwyraźniej doceniając walory obrazu, zignorował polecenie partii zniszczenia kopii. Askoldow został zrehabilitowany dopiero w czasach pieriestrojki w 1987 roku, a 11 lipca tego samego roku, na fali głasnosti odbyła się w Moskwie oficjalna premiera zakazanego filmu. Rok później Komisarz został pokazany na MFF w Berlinie, gdzie rozpoczęła się jego światowa kariera. Zdobył Srebrnego Niedźwiedzia i nagrodę Międzynarodowej Federacji Krytyków Filmowych (FIPRESCI), a w ciągu kolejnych dwóch lat blisko 20 kolejnych nagród w wielu krajach świata. W 1988 otrzymał nominację do Oskara w kategorii najlepszy film nieanglojęzyczny, został uznany przez krytyków NRD za najlepszy film kinowy roku 1989. Był filmem roku w RFN, Szwajcarii, Szwecji. Zaprezentowano go na uroczystym pokazie w Kongresie USA. Był pierwszym filmem radzieckim tak szeroko rozpowszechnianym w kinach amerykańskich od czasów „Wojny i pokoju” Siergieja Bondarczuka z 1967 r., wyprzedzając w ratingach krytyków takie hity jak Krokodyl Dundee lub Szklana pułapka.
Dziś dzieło Askoldowa uznawane jest za film wybitny, jeden z najważniejszych obrazów kina antywojennego na świecie.

## Produkcja
Pomimo że akcja filmu toczy się w Berdyczowie, zdjęcia kręcono w Kamieńcu Podolskim. W pierwszych scenach filmu, kiedy Armia Czerwona wkracza do miasta, jest widoczna Baszta Batorego, natomiast w wizji Wawiłowej zagłady Żydów berdyczowskich podczas holocaustu pojawia się brama i podwórzec twierdzy. Zamiana ta była spowodowana najprawdopodobniej zniszczeniami Berdyczowa podczas II wojny światowej.